# Visita de Estado de Dina Boluarte a la República Popular China
La presidenta de Perú, Dina Boluarte, realizó una visita de Estado a China para reunirse con el secretario general del Partido Comunista de China (PCCh), Xi Jinping, del 25 al 29 de junio de 2024. La visita resultó en la firma de varios acuerdos de cooperación entre China y Perú y el fortalecimiento en las relaciones entre ambos países.

## Contexto
Tras la invitación oficial de Xi Jinping a Dina Boluarte para que visite China, el 31 de mayo de 2024 el ejecutivo peruano solicitó permiso al congreso de la República para la realización del viaje. El 5 de junio, el congreso autorizó a Boluarte viajar al país asiático, previa sustentación de Javier González-Olaechea, ministro de relaciones exteriores. Las bancadas que aprobaron el viaje fueron las de Fuerza Popular, Alianza para el Progreso, Renovación Popular, Avanza País y Honor y Democracia, encontrándose oposición principalmente de Perú Libre y Cambio Democrático-Juntos por el Perú. Los votos resultantes fueron de 71 a favor, 41 en contra y 5 abstenciones.
El 23 de junio, Boluarte partió de viaje a China. En el trayecto, el avión hizo escala en París, Francia. El 25 de junio, Boluarte arribó a Hong Kong.

## Acontecimientos

### Shenzhen
En la tarde del 25, la presidenta Boluarte llegó a la estación Futian en Shenzhen desde la estación West Kowloon de Hong Kong en tren de alta velocidad. En Shenzhen, Dina Boluarte visitó Huawei y BYD Auto. En Huawei firmó un acuerdo para capacitar a miles de peruanos en nuevas tecnologías. Posteriormente, encabezó una delegación para visitar el Museo Nanshan inaugurando la exhibición "Los Incas y su Tahuantinsuyo" y mantuvo conversaciones con ejecutivos de China Electronics Corporation (CEC).

### Shanghái
El 26, Boluarte arribó a Shanghái. El 27 de junio, la presidenta del Perú pronunció un discurso inaugural en el foro "Oportunidades de Inversión en el Perú" celebrado en dicha ciudad, invitando a los empresarios a invertir en el Perú. También se reunió con ejecutivos de China Southern Power Grid de China Railway Construction Corporation, de Jizhao Mining y con Wan Min, presidente de la empresa estatal china Cosco Shipping Corporation Limited, compañía encargada de la construcción del puerto de Chancay.  Además, visitó el Centro de Innovación de Medicina Digital de Shanghái, donde dialogó con Nin Gung, director de dicha institución, sobre la posibilidad de transferencia tecnológica, capacitación y desarrollo conjunto de proyectos en el sector salud.

### Suzhou
Tras la visita a Shanghái, Boluarte partió a la ciudad de Suzhou. En dicha ciudad, Boluarte se reunió con Xin Changxing, secretario del Comité Provincial de Jiangsu del PCCh. Posteriormente, visitó el Parque Industrial de Suzhou y las instalaciones de Higer, una empresa de fabricación de autobuses eléctricos.

### Pekín
El 28 de junio, Boluarte fue recibida por Xi en una ceremonia oficial en la Plaza de Tiananmen del Gran Salón del Pueblo en Pekín. Previo al encuentro, Boluarte se reunió con Li Qiang, primer ministro chino, y Zhao Leji, presidente del Comité Permanente de la Asamblea Popular Nacional. En aquel mismo día, acaeció un terremoto en Arequipa. Ante ello, Boluarte invocó a la calma a la población y declaró que estaba coordinando acciones con las autoridades presentes en el Perú.
Tras las conversaciones entre Xi y Boluarte, los dos jefes de Estado firmaron el Plan de Acción Conjunta del Gobierno de la República Popular China y el Gobierno de la República del Perú (2024-2029) así como otros documentos de cooperación bilateral en los campos de cooperación económica y comercial, innovación digital y científica, inspección y cuarentena y medios de comunicación como el memorándum de entendimiento para la creación del Consejo Empresarial Peruano-Chino. Además, Boluarte reafirmó la posición peruana de "Una sola China" y ambos mandatarios anunciaron la finalización sustancial de las negociaciones sobre la actualización del Tratado de Libre Comercio (TLC) entre ambos países.  Boluarte, subsecuentemente, extendió la invitación a Xi para que visite al Perú para la inauguración del puerto de Chancay en el marco de la APEC 2024.